# Sumo (duque)
Sumo (em latim: Summus) foi um oficial bizantino do século VI, ativo durante o reinado dos imperadores Justino I (r. 518–527) e Justiniano I (r. 527–565). Nativo da Palestina e irmão do oficial Juliano, aparece pela primeira vez em agosto ou setembro de 520, quando aconselha o patriarca de Jerusalém João III (r. 516–524). Reaparece em 526, quando ajudou os antioquenos após o sismo daquele ano. Em 531, tornou-se duque da Palestina, posto que exerceria até 534. Após um intervalo, novamente exerceu a função de duque palestino por 537/8.

## Vida

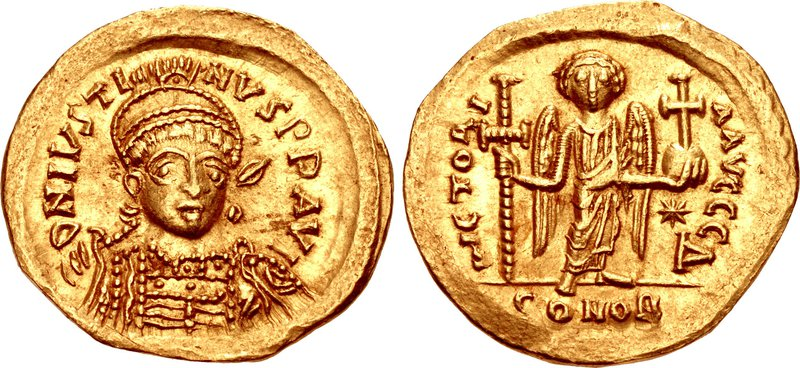
Soldo de r.

Sumo era nativo da Palestina. De origem grega, sua data de nascimento e seu parentesco são desconhecidos, embora se saiba que tinha um irmão chamado Juliano. Aparece pela primeira vez em agosto ou setembro de 520, ainda durante o reinado do imperador Justino I (r. 518–527), quando aconselhou o patriarca de Jerusalém João III (r. 516–524) a procurar as orações de São Savas para concluir a longa seca que assolava a Palestina. Segundo as fontes teria ocupado várias posições por esta época, embora não sejam mencionadas quais foram. Em 526, quando ocorre o sismo de Antioquia, é mencionado nas fontes gregas como estratego, posição que os autores da Prosopografia do Império Romano Tardio interpretam como duque da Síria. Distinguiu-se por sua contínua generosidade e por entregar roupas para seus oficiais para poder ajudar mais eficientemente. Sua contribuição lhe faria ser nomeado por Justiniano I (r. 527–565) como duque da Palestina em 531, provavelmente em substituição de Ireneu. Certamente estava exercendo função em setembro daquele ano, quando São Savas, em Constantinopla, solicitou ao imperador que convocasse Sumo para solicitar a construção dum forte próximo dos mosteiros do deserto da Síria para protegê-lo dos raides sarracenos. Sumo atendeu o pedido e enviou o dinheiro para Melitas, o sucessor de Savas, que havia falecido em 5 de dezembro de 532.

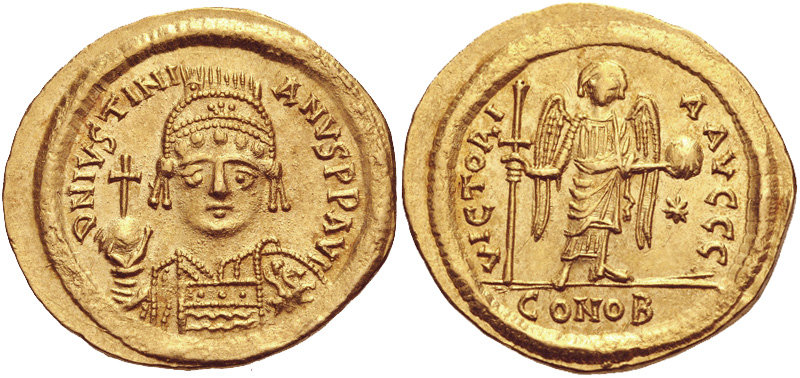
Soldo de r.

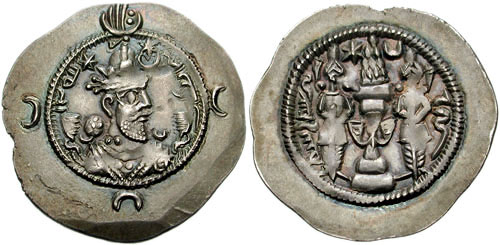
Dracma de r.

Sumo é louvado nas fontes por sua boa administração da Palestina, sendo descrito como aquele que trouxa a paz e prosperidade à província, um feito não emulado por seus sucessores. Em seu mandato, reconciliou dois filarcos que haviam discutido, pôs fim aos raides bárbaros, interveio na fronteira egípcio em nome dos nômades pró-bizantinos e reavaliou os tributos da Arábia. Permaneceu em ofício em 534, quando foi substituído por Arador. Em 537/8, foi renomeado como duque da Palestina. No mesmo ano foi nomeado, ao lado de Estratégio, para investigar uma disputa de fronteira entre o rei gassânida Aretas V e o rei lacmida Alamúndaro III. Em 540, o xá sassânida Cosroes I (r. 531–578) acusou Sumo de tentar subornar Alamúndaro III para que se aliasse com os bizantinos.
Sumo foi destinatário dum panegírico de Corício de Gaza entregue enquanto esteve em ofício na Palestina. Nele é estilizado como "endoxótato" (ενδοξότατος), um equivalente grego do latino gloriosíssimo (gloriosissimus), um título honorífico utilizado pelos ilustres (inlustres) seniores de posição superior aquela de duque da Palestina. Os autores da Prosopografia deduzem que, para tanto, teria recebido em alguma data desconhecida o título honorífico de inlustres, e que seria estilizado oficialmente como "homem glorioso, mestre dos dois exércitos" (vir gloriosissimus magister utriusque militiae). É plausível, com base na interpolação de outra obra de Corício que faz menção ao título, que já tivesse obtido-o desde antes de exercer ofício no Oriente em 301. Seja como for, Coripo louva-a por ter caridosamente comprado territórios nas imediações de Jerusalém e ter utilizado as receitas deles para ajudar os povos. Ele também faz menção a um assessor de origem árabe que teria serviço Sumo durante seu governo e que foi agraciado com outro panegírico produzido pouco antes do seu por outro indivíduo.